# Лалеман, Габриель
Габриель Лалеман (фр. Gabriel Lalemant SJ; 3 октября 1610, Париж, Франция — 17 марта 1649, Квебек, Канада) — святой Римско-Католической Церкви, священник, миссионер, иезуит, мученик.

## Биография
В 1632 году Габриель Лалеман вступил в монашеский орден иезуитов. С 1635—1639 гг. обучался богословию в Бурже. В 1638 году был рукоположен в священника. 20 сентября 1646 года прибыл в Квебек для миссионерской деятельности среди французских колонистов. В 1648 году начал вместе с Жаном де Бребёфом миссионерскую деятельность среди индейцев племени гуронов. Во время племенной войны между гуронами и ирокезами Габриель Лалеман был взят в плен и убит ирокезами.

## Почитание

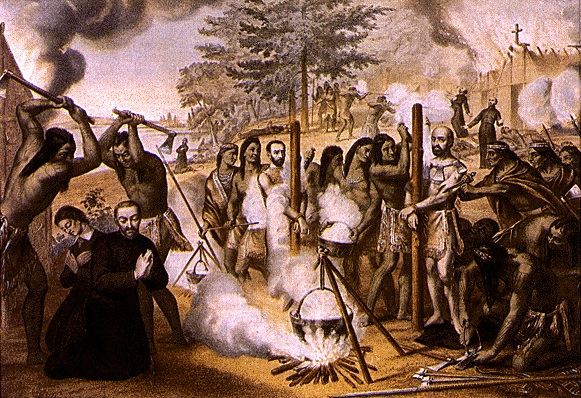
Канадские мученики

Габриель Лалеман был беатифицирован в 1922 году и канонизирован папой Пием XI в 1930 году вместе с другими канадскими мучениками.